# محمد عبد الله العديني
الفنان محمد عبد الله العديني مغن يمني من مواليد 1946م في العدين محافظة إب . اشتهر بالعديد من الأغاني الوطنية والعاطفية والزفة العدينية. نشأ في العدين وعاش شبابه في مدينة عدن وهناك تعلم عزف العود وبدأ الغناء وخرجت أولى أسطواناته الغنائية، وعاش في محافظة تعز وظل لفترة طويلة كموظف في مكتب الثقافة فيها ثم عاد إلى عدن عام 1997م وهو يعيش هناك حتى اليوم.

## أبرز أعماله
الوادع يا بلادي من كلماته وألحانه ألفها ولحنها وسجلها وهو في طريق هربه إلى السعودية بعد اكتشافة مؤامرة اغتيال دبرها له عمه شيخ العدين يقول مطلع الأغنية :
- آخر وداع يالعدين باودعك يا بلادي....
- بامشي لوحدي غريب أهلي السبب في غيابي
- الوداع يا بلادي

أحباب قلبي جفوني، الحب قد سمني، هات القرطاس، شراني الهوى بخساً، قف يا غزال العدين، أقبل حبيبي، متى تعود يا حبنا، طال ليلي، صبر جباله شامخات عالي، على جبال حيفان، طال البعاد، يا بارقاً في السماء، مر النهار، سلامي يا خلي، شفت الحمام، يا بدر فاق الحسن والجمال، إرجع بلادك وعود، هذا حبيبي هجرني، يقول ابن العباد، الزفة العدينية ساعة الرحمن ذلحين والشياطين غافلين يا حضور صلوا على النور يصلح الله الأمور.
له العديد من الأناشيد الوطنية مثل أنا الشعب صوتي كصوت الرعود، يا سواعدنا القوية يا بواسل، بشراك يا أرض اليمن، أماه اسمعي لضربتي الرهيبة، وغيرها
شارك في العديد من الفعاليات الفنية في الداخل والخارج في الجزائر وجيبوتي والسعودية وغيرها.